# Oratorio di San Carlo Borromeo (Firenze)
L'oratorio di San Carlo Borromeo è un luogo di culto cattolico, situato nel Lungarno del Pignone, a Firenze.

## Storia
L'edificio è stato eretto alla fine del XVII secolo, o agli inizi del secolo seguente; esso rappresenta una interessante testimonianza del culto diffuso in tutta la zona per il  santo lombardo.  Le prime attestazioni risalgono, però, al 1708.
L'oratorio rappresentava il simbolo dell'autonomia del borgo, doveva infatti aver raggiunto già una forte consistenza rispetto alla città. . 
Per alcuni l'edificio è stato costruito da un certo Caloscio sopra un cratere di scavo, usato nel XVII secolo per seppellirvi i morti di peste.
Durante i lavori per la costruzione della linea T1 Firenze-Scandicci, è stato smantellato e ricostruito tale e quale, in un punto più lontano dal ponte.